# Душево
Ду́шево (болг. Душево) — село в Габровській області Болгарії. Входить до складу общини Севлієво.

## Населення
За даними перепису населення 2011 року у селі проживали 665 осіб.
Національний склад населення села:
| Національність   | Кількість осіб | Відсоток |
| ---------------- | -------------- | -------- |
| болгари          | 478            | 81,7%    |
| турки            | 24             | 4,1%     |
| цигани           | 8              | 1,4%     |
| інша             | 72             | 12,3%    |
| не визначились   | 3              | 0,5%     |
| Всього відповіли | 585            |          |

Розподіл населення за віком у 2011 році:
Динаміка населення: